# Best of the Best 4
Best of the Best 4: Without Warning es una película de acción y artes marciales estadounidense de 1998,estrenada Directamente para vídeo dirigida y protagonizada por Phillip Rhee. Es la tercera y última secuela de la película Best of the Best.

## Argumento
Un grupo de mafiosos rusos robaron una cantidad enorme de papel para imprimir la moneda americana. Ahora están inundando el mercado con billetes falsificados. Una de las gánsteres decide entregarse y darle al DA un CD con información clasificada.

## Reparto
- Phillip Rhee es Tommy Lee.
- Ernie Hudson es Detective Gresko.
- Tobin Bell es Lukast Slava.
- Art LaFleur es Big Joolie.
- Jessica Collins es Karina.
- Chris Lemmon es Jack Jarvis.
- Sven-Ole Thorsen es Boris.
- Jessica Huang es Stephanie.
- Thure Riefenstein es Yunika Slava.
- Jill Ritchie es Micky.
- Ilia Volokh es Mia.
- Garrett Warren es Voktor.
- David Fralick es Oleg.
- Monte Perlin es Sergi.
- Marco Verdier es Policía.